# ITF NH NongHyup Goyang Women's Challenger Tennis 2012
L'ITF NH NongHyup Goyang Women's Challenger Tennis 2012 è stato un torneo di tennis facente parte della categoria ITF Women's Circuit nell'ambito dell'ITF Women's Circuit 2012. Il torneo si è giocato a Goyang in Corea del Sud dal 18 al 24 giugno 2012 su campi in cemento e aveva un montepremi di $25,000.

## Vincitori

### Singolare
Duan Ying-Ying ha battuto in finale  Zhang Ling con il punteggio di 6–3, 6–3

### Doppio
Liu Wanting /  Sun Shengnan hanno battuto in finale  Nicha Lertpitaksinchai /  Peangtarn Plipuech con il punteggio di 6–7(1–7), 6–3, [10–7]